# 藤田多佳子
藤田多佳子(ふじた　たかこ）は、日本のパラ水泳選手。2000年シドニーパラリンピック、2004年アテネパラリンピック日本代表。

## 経歴
兵庫県神戸市須磨区出身。難病である両下肢機能障害をもち、手や足が不自由である
。もともとスポーツが好きで、子どものときに友人に水泳教室へ誘われたことがきっかけとなり、水泳を始める。水泳開始当初から、週3回計6時間の練習を重ねていた
。2000年にオーストラリアのシドニーで開催されたパラリンピック水泳200メートルリレー（胴体不自由）で世界新記録を出して優勝した
。2004年アテネパラリンピックにも出場し金メダルを獲得した。オリンピック出場後は、日本パラ水泳連盟の役員の一員を務めている。

## 主な競技歴
- 1996年　第7回近畿身体障害者水泳選手権大会　4×5メートル自由形リレー　金メダル[5]
- 1999年　第7回極東・南太平洋身体障害者スポーツ大会（バンコク）　50メートル自由形　金メダル、100メートル自由形　金メダル[4]
- 2000年　シドニーパラリンピック　200メートルリレー　金メダル>[5]
- 2004年　アテネパラリンピック　4×50メートル自由形リレー　金メダル[6]